# Ova canaliferus
Ova canaliferus is een zee-egel uit de familie Schizasteridae.
De wetenschappelijke naam van de soort werd in 1816 gepubliceerd door Jean-Baptiste de Lamarck.